# Museo archeologico dell'Alto vicentino
Il Museo archeologico dell'Alto vicentino è un museo archeologico sito in Santorso (Provincia di Vicenza), che raccoglie vari reperti databili nel periodo tra il tardo Neolitico ed il basso Medioevo .

## Storia
A partire dai primi anni del Novecento nella zona vengono effettuati vari ritrovamenti di interesse archeologico. Il museo viene inaugurato nel 1995 in seguito ai numerosi ulteriori ritrovamenti di reperti risalenti all'età del Ferro rinvenuti durante gli scavi presso la zona PEEP di Santorso, che si aggiungono ai reperti già raccolti nel corso degli anni. L'esposizione ha assunto un interesse sovracomunale, esponendo materiali provenienti da tutta l'area dell'Alto vicentino, un distretto abitato sin da tempi molto antichi. Il gruppo Santorso Archeologica oltre che curare la collezione esposta, a partire dal 2000 organizza escursioni guidate presso la grotta Bocca Lorenza, sito utilizzato sin da epoche antiche, ricco di testimonianze archeologiche. Il museo fa parte del circuito dei Musei Altovicentino.

## Collezione
I reperti sono esposti seguendo un ordine cronologico e suddivisi in varie sezioni:
Sezione A: pre e proto storia dell'Alto vicentino (dal VI millennio a.C al II secolo a.C.)

Raccoglie vari oggetti in selce, ceramica e bronzo provenienti da svariate località dell'Alto vicentino: Sarcedo, Lusiana, Piovene Rocchette, Santorso, Schio, Laghi, Rotzo. Completano l'esposizione la riproduzione di strumenti in metallo e selce.
Sezione B: il villaggio di Santorso della seconda età del ferro (VI - II secolo a.C.)

Vari reperti disposti in ordine stratigrafico e topografico permettono di cogliere le trasformazioni e gli utilizzi di un'antica casa/laboratorio artigianale rinvenuta presso Santorso e di esplorarne i diversi ambienti. Tra i materiali esposti: numerosi manufatti in bronzo, osso lavorato e ferro, frammenti ceramici,  oggetti d'ornamento personale, macine e pestelli. È esposto un telaio riprodotto sulla base di reperti trovati, e un plastico che riproduce il villaggio di Santorso e le attività che in esso si svolgevano.
Sezione C: dalla romanizzazione al medioevo

Espone varie monete prodotte tra il 16 a.C. e il 249 d.C., tegole, resti di telai, bronzetti ed i reperti provenienti da una necropoli rinvenuta presso Sarcedo (fibule a tenaglia, armille a testa di serpente, anelli, orecchini e vaghi di collana, lamina d'oro con iscrizioni). La sezione include un plastico di una domus romana.
Accampamento romano

Mostra permanente sugli accampamenti romani, ispirata dalla presenza di un campo romano tra Santorso e Schio e dal ritrovamento di vari reperti appartenenti al mondo militare ritrovati nel Monte Summano.